# Imogen Claire
| Imogen Claire                             | Imogen Claire                                                       |
| Kattints az alábbi külső linkek egyikére! | Kattints az alábbi külső linkek egyikére!                           |
| ----------------------------------------- | ------------------------------------------------------------------- |
| Nem található szabad kép.(?)              |                                                                     |
| külső link · jogvédett                    | Transzilvániai nő szerepében a Rocky Horror Picture Show-ban (1975) |
| külső link · jogvédett                    | Kép egyik filmjéből                                                 |

Imogen Claire, születési nevén Imogen Lee Crowe (London, 1943. november 2. – London, 2005. június 24.), brit táncművész, koreográfus, táncoktató és színésznő. A színlapokon neve gyakran szerepelt Imogen Clare írásmóddal is.

## Élete

### Származása
Imogen Lee Crowe néven született Londonban, 1943-ban. Anyja Kathleen Eden-Green iskolai igazgatónő, apja Anthony Lee Crowe végzős főiskolása, aki a diplomatervén dolgozott.  Szülei 1938-ban házasodtak össze.
Londonban, a Királyi Balettintézetben (Royal Ballet School) és a Londoni Tánciskolában (London Dance Theatre) tanult.
1961 őszén végzett. A Londonban 1894 óta folyamatosan megjelenő, tekintélyes Dancing Times táncművészeti magazin azt írta róla, hogy a Royal Ballet School végzősei közül kiemelt figyelmet érdemel Imogen Crowe, aki kitűnő minősítéssel tette le a Királyi Táncakadémia (Royal Academy of Dance, RAD) emelt szintű szakmai minősítő vizsgáit.

### Pályája
A londoni Dance Theatre-ben kezdett dolgozni Imogen Crowe néven. Táncosként erőteljes kifejezésmódjával, és azt jól alátmasztó színészi arcmimikával dolgozott. Az avantgarde táncstílust érezte magáénak, a kezdeti kis szerepek után gyorsan haladt előre vezető és már az 1960-as évek elejétől vezető színpadi táncos szerepeket kapott. 
1963 őszétől Terpszikhoré szerepét táncolta Igor Stravinsky Apollon musagète című balettjének első angliai színpadi feldolgozásában, amelyet George Balanchine koreografált, a címszereplő Apollónt Maximo Barra táncolta. A balettet 1963. november 9-én chesteri Royalty Színházban mutatták be, később angliai turnéra vitték.
1970-ben Lucretia Borgiát alakította színpadon, a The Council of Love című abszurd drámában, a Sátánt alakító Warren Mitchell (1926–2015) társaságában.
Az avantgarde táncstílusnak elkötelezett Claire rövidesen Ken Russelltől megkapta első filmszerepét: az 1971-es Zenerajongókban (The Music Lovers) alakította a fehérruhás hölgyet Richard Chamberlain és Glenda Jackson társaságában. Ezután sorozatban kapta a színészi és táncosi szerepeket Russelltől, a rendező egyéni látásmódú, zenével és erotikával telített, konvenciókat felborító kultuszfilmjeiben. Még ugyanabban az évben, 1971-ben apácát alakított az erkölcsi ellentmondásokkal terhelt Ördögökben (The Devils), Vanessa Redgrave és Oliver Reed mellett; majd táncosnőt alakított a Twiggy, a sztár-ban (The Boy Friend).
Szerepelt Ken Russel misztikus és okkult filmjeiben is, így az 1972-es Barbár messiásban (Savage Messiah) Helen Mirren társaságában, és az 1974-es Mahlerben. 1975-ben játszott a Who együttes zenéjére írt Tommy filmmusicalben és a Liszt Ferenc életét szabadosan értelmező Lisztománia (Lisztomania) című zenés botrányfilmben, ahol George Sand írónőt alakította. Bizarr, földönkívüli „transzilvániai” nőt játszott a nemzetközi sikerű, 1975-ös Rocky Horror Picture Show misztikus rock-szex-vígjátékban. 
Ezt követte a Rudolf Nurejev főszereplésével forgatott 1977-es Valentino, majd Mike Hodges rendező 1980-as Flash Gordon című fantasztikus kalandfilmje, majd az innovatív Derek Jarman rendező 1986-os Caravaggio c. életrajzi filmje, ahol Claire egy felékszerezett női modellt játszik.
Színpadi munkáinak legnagyobb részében Philip Prowse glasgow-i színigazgatóval dolgozott együtt, aki a színpadképeket tervezte, Claire pedig elkészítette hozzá a koreográfiát, és színészként, táncosként közre is működött Prowse produkcióiban. 1977 januárjában a londoni Királyi Nemzeti Színház (Royal National Theatre) felújítva bemutatta Ödön von Horváth Mesél a Bécsi-erdő c. színművét, Stephen Rea főszereplésével. Claire egy kabarétáncosnőt alakított benne. Itt ismerkedett meg jövendőbelijével, John Rothenberg színpadmesterrel.
1988-ban újabb okkult Ken Russell-filmekben játszott. Az Oscar Wilde művéből készült Salome utolsó táncában (Salome’s Last Dance) egy nazarénus táncosnőt alakított, Arlene Phillips koreográfiájával. A fehér féreg búvóhelye (The Lair of the White Worm) című misztikus horror-vígjátékban Claire – a főszereplő Amanda Donohoe-hoz hasonlóan – kígyóvá változni képes, misztikus papnőt testesített meg. Ennek a filmnek teljes koreográfiáját ő maga dolgozta ki, megtervezte és betanította a „kígyóemberek” mozgásait és a zenés színpadi táncjeleneteket.
Utolsó filmszerepeit 2000-ben játszotta, Sally Potter rendező A síró ember című filmdrámájában és Stephen Daldry rendező Billy Elliot c. zenés filmdrámában játszotta, mindkettőben szinte a személyére szabott szerepet kapott, a táncosok vizsgáját irányító, felügyelő tanárnőt alakította.

### Oktató, szakmaszervező és érdekvédelmi munkája
Két éven át tanított a londoni Drama Centre-ben. Bekapcsolódott a brit színész és táncos szakszervezetek munkájába. 1994-ben beválasztották az Equity színész-szakszervezet tanácsába, ő lett az első koreográfus-tag a színészek mellett. A szakma érdekeiért küzdve több kezdeményezését vitte keresztül. Aktív része volt abban, hogy 2000-ben megjelent a táncos szakma kamarai jogosító okmánya (Dance Passport), és elfogadtatta a táncosok számára kedvezőbb új baleset-biztosítási keretszerződéseket. 2004-ben újraválasztották, de egészsége megromlott. Rákbetegséget diagnosztizáltak szervezetében, ez egyre inkább akadályozta közéleti munkáját.

### Magánélete
1977 januárjában egy chesteri turnén találkozott a nála mintegy 15 évvel idősebb John Rothenberg színpadmesterrel. Másfél évtizeden át együtt éltek, majd 1992-ben összeházasodtak. Férje 2004-ben elhunyt.
Élete utolsó éveiben London Kensington kerületében élt, Notting Hill Gate közelében.
Hosszú betegség után, 2005. június 24-én London Westminster kerületében hunyt el.

## Filmszerepei
- 1971: Zenerajongók (The Music Lovers); fehérruhás hölgy
- 1971: Ördögök (The Devils); apáca
- 1971: Twiggy, a sztár (The Boy Friend); táncosnő
- 1972: Barbár messiás (Savage Messiah); Mavis Coldstream
- 1972: Henry VIII and His Six Wives; Maria de Salinas
- 1974: Dial M for Murder, tévésorozat; lány a partin
- 1975: Tommy; ápolónővér
- 1975: Rocky Horror Picture Show (The Rocky Horror Picture Show); transzilvániai nő
- 1975: Lisztománia (Lisztomania); George Sand
- 1980: Hussy; Imogen
- 1980: Flash Gordon; mozgásművész
- 1980: Instant Sex, animációs film; női hang
- 1981: Gumiszoba – Rocky Horror Picture Show 2. (Shock Treatment); ruhatárosnő
- 1986: Caravaggio; felékszerezett nő
- 1986: Abszolút kezdők (Absolute Beginners); táncosnő
- 1988: Salome utolsó tánca (Salome utolsó tánca); nazarénus nő
- 1988: Sólymok (Hawks);  Paradise Madame
- 1988: A fehér féreg búvóhelye (The Lair of the White Worm); Dorothy Trent
- 1989: Úgy szeretlek, majd megeszlek (Wilt); vendég a partin
- 1990: Bérgyilkost fogadtam (I Hired a Contract Killer); titkárnő
- 1994: Just William; tévésorozat; Madame Beauchamp
- 1997: The Sin Eater, rövidfilm; névtelen szerep
- 1999: Kavanagh QC, tévésorozat; Madame Zonglo
- 2000: Billy Elliot; vizsgáztató tánctanárnő
- 2000: Hotel Splendide; Edna hangja
- 2000: A síró ember (The Man Who Cried), vizsga-felügyelő

## További információ
- Imogen Claire a PORT.hu-n (magyarul)
- Imogen Claire az Internetes Szinkronadatbázisban (magyarul)
- Imogen Claire az Internet Movie Database-ben (angolul)
- Imogen Claire a Rotten Tomatoeson (angolul)
- Imogen Claire. Filmkatalógus.hu (magyarul)
- Imogen Claire az AlloCiné weboldalán (franciául)
- Imogen Claire Profile (angol nyelven). famousfix.com. (Hozzáférés: 2023. február 6.)
- Fotók Imogen Claire színpadi alakításairól. Photostage.co.uk
- Pictures of Imogen Claire (angol nyelven). Lista1.com